# Douré (Tenkodogo)
Pour les articles homonymes, voir Douré.
Douré est une commune située dans le département de Tenkodogo de la province de Boulgou dans la région du Centre-Est au Burkina Faso.